# Perseguição deciana

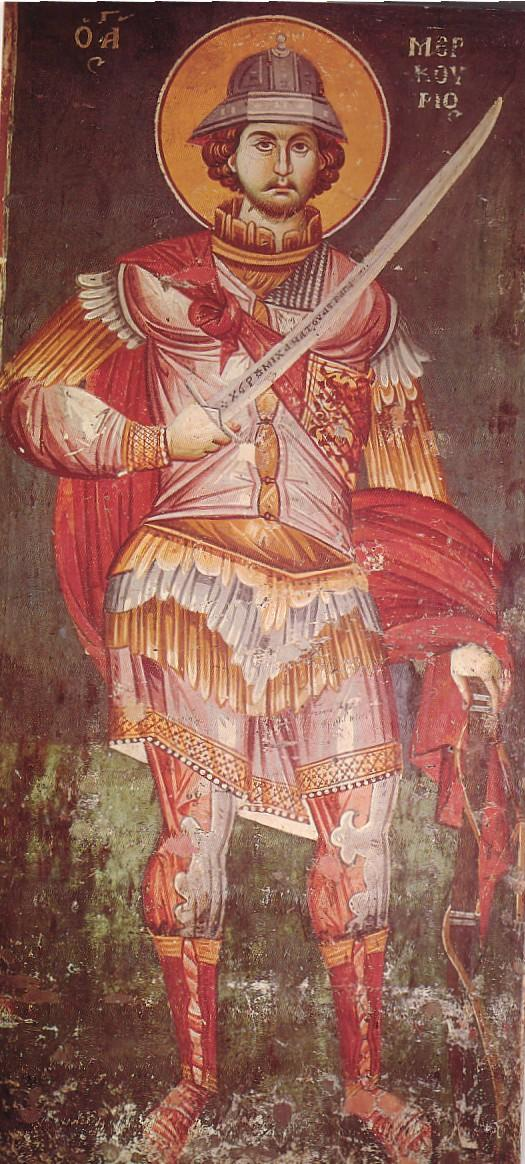
Um afresco bizantino de São Mercúrio (vítima cristã da perseguição deciana), datado de 1295, de Ohrid, norte da Macedônia

A perseguição deciana de cristãos ocorreu em 250 d.C. sob o imperador romano Décio. Ele emitira um decreto ordenando que todos no Império (exceto judeus, que estavam isentos) realizassem um sacrifício aos deuses romanos e ao bem-estar do imperador. Os sacrifícios tiveram que ser realizados na presença de um magistrado romano e confirmados por um certificado assinado e testemunhado do magistrado. Embora o texto do edital tenha sido perdido, muitos exemplos dos certificados sobreviveram.
O decreto de Décio pretendia agir como um juramento de lealdade ao Império e ao novo imperador (que chegara ao poder em 249), santificado pela religião romana. Não há evidências de que Décio procurou visar especificamente o cristianismo ou iniciar uma perseguição a seus praticantes. Os judeus foram especificamente isentos, demonstrando a tolerância de Décio a outras religiões. No entanto, os cristãos não foram igualmente isentos, aparentemente porque não eram considerados uma religião. As crenças monoteístas cristãs não lhes permitiram adorar outros deuses, então foram forçadas a escolher entre suas crenças religiosas e seguir a lei, a primeira vez que isso ocorreu.
Um número desconhecido de cristãos foi executado ou morreu na prisão por se recusar a realizar os sacrifícios, incluindo o papa Fabiano. Outros se esconderam, enquanto muitos apostataram e realizaram as cerimônias. Os efeitos sobre os cristãos foram duradouros: causaram tensão entre aqueles que realizaram os sacrifícios (ou fugiram) e os que não realizaram, e deixaram lembranças amargas de perseguição.

## Resumo
Décio tornou-se imperador romano em 249 como resultado de vitórias militares. Ele fez um esforço para reviver a "Era de Ouro" de Roma, acrescentando o nome de um de seus predecessores mais admirados, Trajano, ao seu, revivendo o antigo escritório de censura e restaurando o Coliseu. A restauração da piedade romana tradicional era outro de seus objetivos, e depois de realizar o sacrifício anual a Júpiter em 3 de janeiro de 250, ele emitiu um decreto, cujo texto está perdido, ordenando sacrifícios aos deuses a serem feitos em todo o Império. Os judeus foram especificamente isentos deste requisito. Não há evidências de que este decreto tenha como alvo os cristãos ou que a perseguição aos cristãos tenha sido vista como um dos efeitos que esse decreto teria; antes, era visto como uma maneira de unificar um vasto império e como uma espécie de juramento de lealdade. No entanto, foi a primeira vez que os cristãos enfrentaram uma legislação que os obrigava a escolher entre abandonar suas crenças religiosas e a morte.

## Requisitos do edital

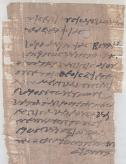
Libellus da perseguição deciana, 250 d.C., certificando que o portador sacrificou aos deuses romanos

O decreto ordenava que todos no Império, com exceção dos judeus, sacrificassem e queimassem incenso aos deuses e ao bem-estar do imperador na presença de um magistrado romano, e recebessem um certificado por escrito, chamado libelo, que isso foi feito, assinado pelo magistrado e pelas testemunhas. Numerosos exemplos dessas libelli sobrevivem do Egito, por exemplo: 
 À comissão escolhida para supervisionar os sacrifícios. De Aurelia Ammonous, filha de Mystus, do bairro Moeris, sacerdotisa do deus Petesouchos, a grande, a poderosa, a imortal e sacerdotisa dos deuses no bairro Moeris. Eu sacrifiquei aos deuses toda a minha vida, e agora novamente, de acordo com o decreto e em sua presença, eu fiz sacrifício, e derramou uma libação e participei das vítimas sagradas. Peço que você certifique isso abaixo. 
 Não há nada nessas libelli existentes sobre a necessidade de negar ser cristão, em contraste com a carta que o governador da província romana, Plínio, o Jovem, havia escrito ao imperador Trajano em 112, na qual ele relatou que suspeitos cristãos que amaldiçoavam a Cristo foram libertados, uma indicação de que visar ou perseguir cristãos não era uma meta do edito de Décio.

## Isenção dos judeus
Júlio César havia formulado uma política de permitir que os judeus seguissem suas práticas religiosas tradicionais, uma política que foi seguida e estendida por Augusto. Isso deu ao judaísmo o status de religio licita (religião permitida) em todo o Império. As autoridades romanas respeitavam a tradição religiosa e os judeus seguiam as crenças e práticas de seus ancestrais. Era sabido que os judeus não realizavam sacrifícios aos deuses romanos nem queimavam incenso diante de uma imagem do imperador. Por outro lado, os cristãos eram um fenômeno novo e que não parecia religião para as autoridades romanas; ambas as primeiras referências romanas existentes ao cristianismo, Plínio, o Jovem e Tácito em seus Anais, por volta de 116, referem-se ao cristianismo como superstitio, religiosidade excessiva e não tradicional que era socialmente perturbadora. Os cristãos abandonaram a religião de seus antepassados e procuravam converter outros, o que parecia perigoso para os romanos; a recusa em sacrificar pelo bem-estar do imperador parecia sediciosa.

## Efeitos do edito sobre os cristãos
Pela fé, os cristãos eram proibidos de adorar os deuses romanos ou queimar incenso diante de uma imagem do imperador. A recusa resultou na morte de alguns cristãos notáveis, incluindo o papa Fabiano, Babilas de Antioquia e Alexandre de Jerusalém. Não se sabe quanto esforço foi feito pelas autoridades para verificar se todos os membros do Império possuíam um libelo certificando que haviam se sacrificado, mas sabe-se que numerosos cristãos, incluindo Cipriano, bispo de Cartago, se esconderam. O número de pessoas mortas por se recusarem a obter um certificado é desconhecido. Um grande número de cristãos realizou os sacrifícios conforme necessário, tanto que as autoridades de Cartago ficaram impressionadas com os números que buscavam um certificado e foram forçadas a emitir um aviso solicitando que as pessoas voltassem no dia seguinte.

## Após o edito
Os efeitos do decreto nas comunidades cristãs, muitos dos quais até então viviam pacificamente e sem serem perturbados, foram traumáticos. Muitos perderam a fé e a readmissão na comunidade cristã foi contestada pelo cismático Novaciano. Em 251, os esforços para aplicar o decreto haviam desaparecido e, embora de curta duração, a "perseguição deciana" tornou-se na memória coletiva da igreja um episódio de tirania monstruosa.
Décio morreu em junho de 251, causando um lapso ao decreto que estava em vigor há aproximadamente dezoito meses. A perseguição deliberada de cristãos dentro do império recomeçou em 257 d.C. sob o imperador Valeriano, e intensificado em 303, durante a perseguição dioclecânica.